# 바나나빵
바나나빵(Banana bread)은 으깬 바나나를 주재료로 만드는 빵의 한 종류이다. 이 빵은 달콤하고 케이크 같은 퀵 브레드가 보통이지만, 효모를 사용한 전통 방식의 바나나 브레드 레시피도 있다.

## 역사
바나나 브레드는 1930년대 베이킹 소다와 베이킹파우더가 대중화되기 시작하면서 전형적인 특징을 갖게 됐다. 필스버리의 1933년 요리책 〈균형 잡힌 레시피〉에 바나나 브레드의 전형적인 요리법이 등장한다. 1950년 〈치키타의 바나나 요리책〉이 출간되면서 더 많은 인기를 얻었다. 1960년대 홈 베이킹이 부흥하고, 요리법이 간단해서 바나나 브레드의 인기는 폭발적이었다.

## 파생형
- 바나나 넛 브레드(Banana nut bread) - 바나나빵에 호두나 피칸과 같은 견과류를 곁들인 레시피
- 초콜릿 칩 바나나 브레드(Chocolate chip banana bread) - 바나나빵에 초콜릿 칩을 곁들인 레시피

- 견과류가 들어가지 않은 바나나빵
- 바나나빵과 민트 초콜릿 머핀

## 같이 보기
- 호박빵